# Spitzerberg
Der Spitzerberg ist eine 302 m hohe Erhebung im östlichen Niederösterreich (Bezirk Bruck an der Leitha) an der Grenze zur Slowakei. Er gehört zu den Hundsheimer Bergen und damit zu den Ausläufern der Kleinen Karpaten. Weite Bereiche des Spitzerbergs sind naturschutzrechtlich geschützt.

## Nutzung

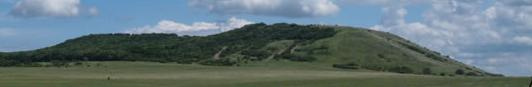
Der Spitzerberg

Der Name Spitzerberg erlangte durch den am Fuß des Berges liegenden Flugplatz Spitzerberg mit seiner Flugschule österreichweite Bekanntheit.
Östlich des Flugplatzes wurde ein Motocross-Gelände mit einer 1700 m langen Strecke errichtet, das sich auch auf die Hangbereiche des Spitzerberges ausbreitet.
Am südlichen Hang des Spitzerbergs wird Wein angebaut, unter anderem die Sorte „Blaufränkisch“. Auch weitere Landwirtschaft und Jagd wird dort betrieben. Hinzu kommt die Erholungsnutzung. Mehrere gekennzeichnete Wege führen durch die Schutzgebiete.

## Ökologische Bedeutung
Das Gebiet des Spitzerbergs wird durch Saum-, Trockenrasen- und Halbtrockenrasengesellschaften, Felssteppen und Trockenwälder geprägt. An den steilen Hanglagen sind verkarstungsfähige Kalke und Dolomite gegeben, die aufgrund fehlender oder nur geringer Humusauflage in dem trockenen pannonischen Klima extreme Trockenstandorte ausbilden.
Auf den unbewaldeten Teilen ist eine artenreiche Steppenvegetation gegeben, die die Habitate für eine speziell angepasste Fauna darstellt. Die Lebensräume für Flora und Fauna am Spitzerberg zählen zu den schutzwürdigsten Sonderstandorten Österreichs.
Der Spitzerberg war in den Jahren 2004 bis 2008 Teil des von der EU zu 60 Prozent geförderten LIFE-Projektes „Pannonische Steppen- und Trockenrasen“, im Rahmen dessen am Spitzerberg Gehölze aus den Steppen- und Trockenrasenbereichen entfernt und ein Beweidungs-Monitoring durchgeführt wurden.

## Fauna und Flora
Neben typischen Steppengräsern wie dem Zierlichen Federgras (Stipa eriocaulis) sind hier Pflanzenarten wie Steppen-Wolfsmilch (Euphorbia seguieriana), Österreichische Schwarzwurzel (Scorzonera austriaca), Steinbrech-Felsennelke (Petrorhagia saxifraga), Zwerg-Schwertlilie (Iris pumila), Felsen-Kreuzdorn (Rhamnus saxatilis), Ungarische Wiesen-Schafgarbe (Achillea pannonica), Rispen-Flockenblume (Centaurea stoebe), Esparsetten-Tragant (Astragalus onobrychis), Echtes Labkraut (Galium verum), Blutroter Storchschnabel (Geranium sanguineum), Diptam (Dictamnus albus), Pannonischer Milchstern (Ornithogalum pannonicum), Frühlings-Hungerblümchen (Draba verna) oder Frühlings-Adonisröschen (Adonis vernalis) zu finden.

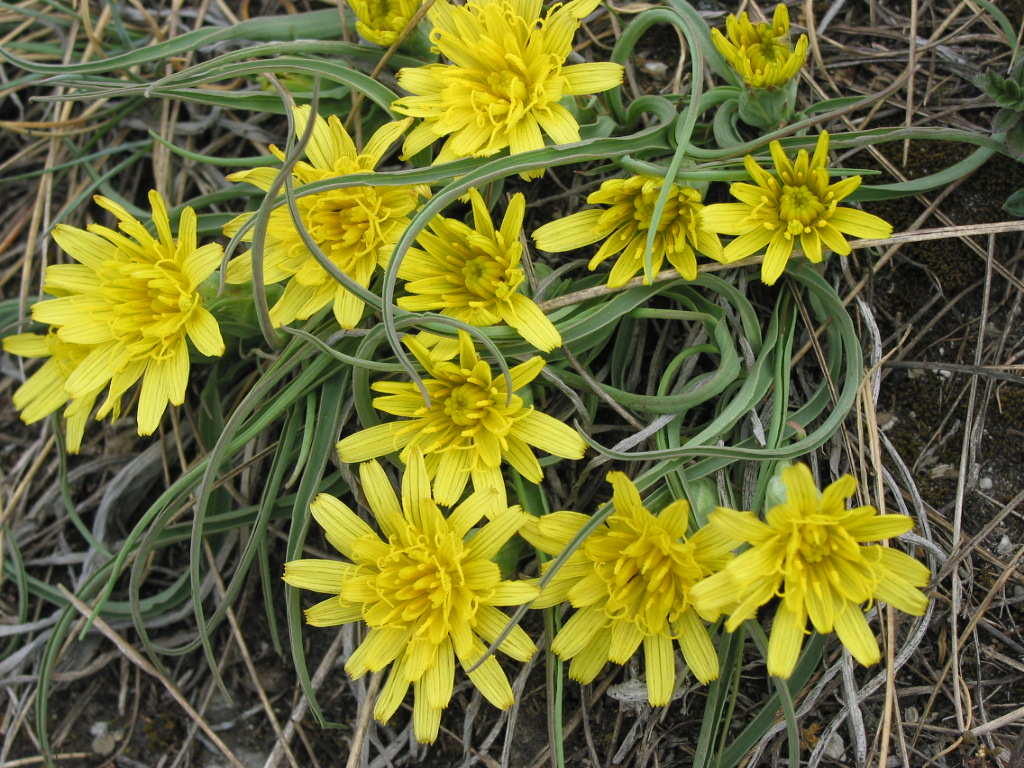
Österreichische Schwarzwurzel (Scorzonera austriaca)
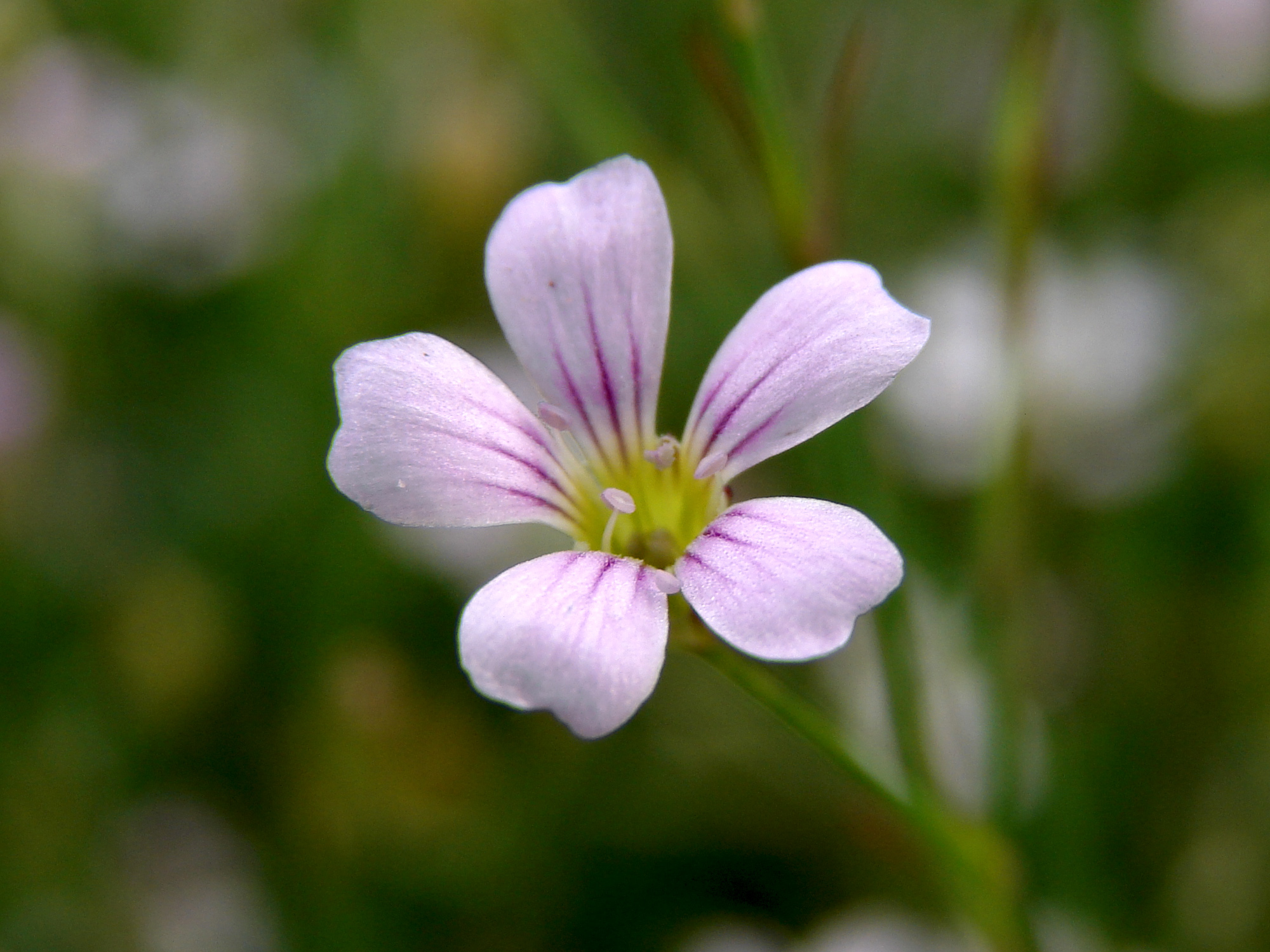
Steinbrech-Felsennelke (Petrorhagia saxifraga)
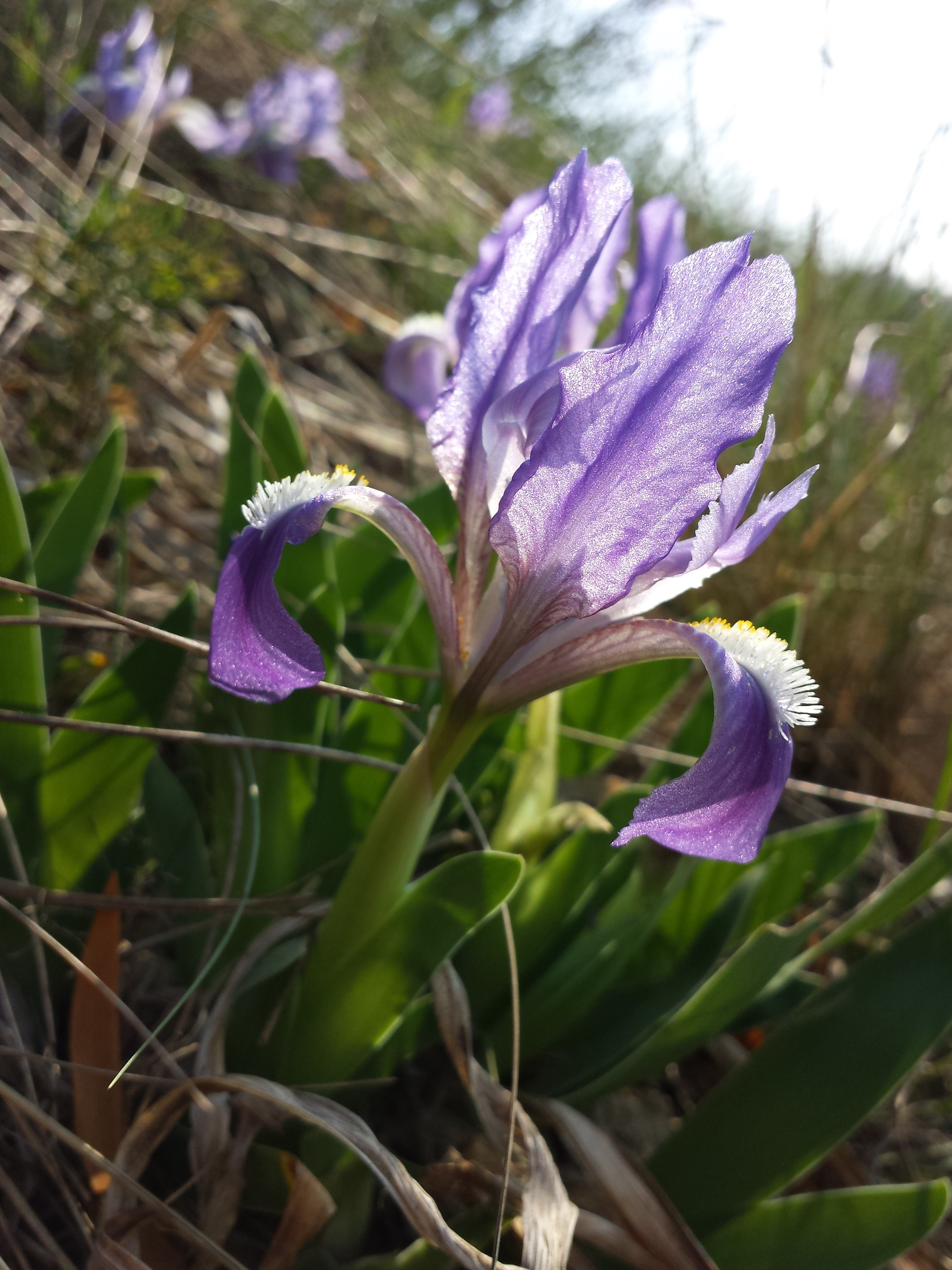
Zwerg-Schwertlilie (Iris pumila)
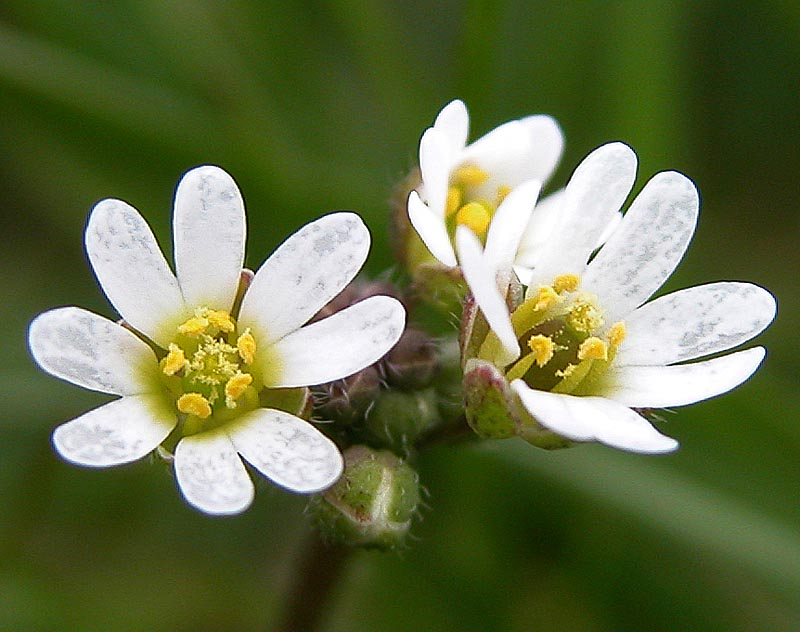
Frühlings-Hungerblümchen (Draba verna)
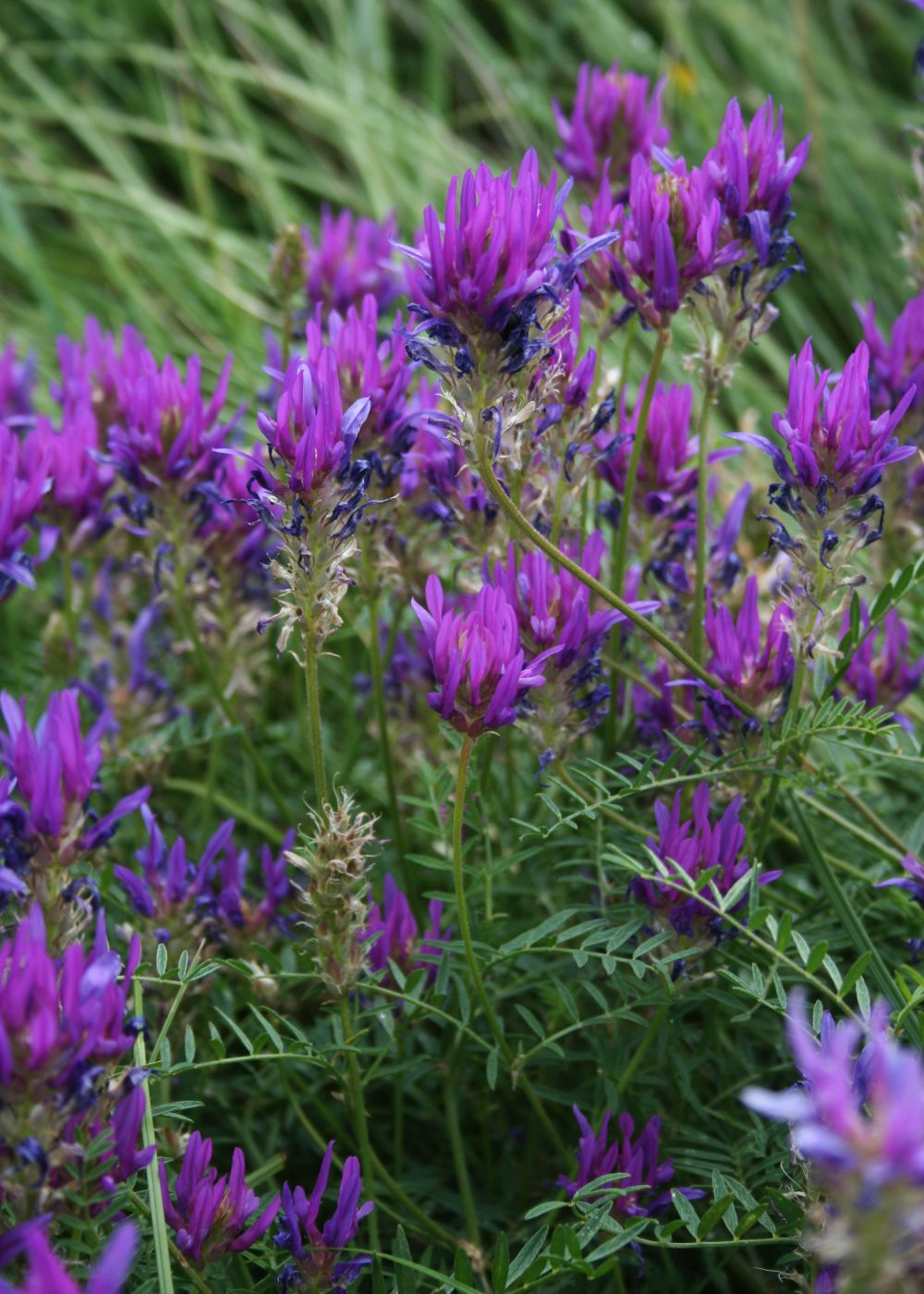
Esparsetten-Tragant (Astragalus onobrychis)
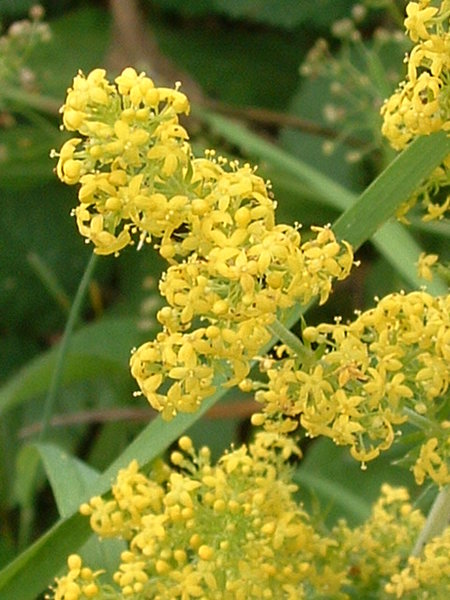
Echtes Labkraut (Galium verum)
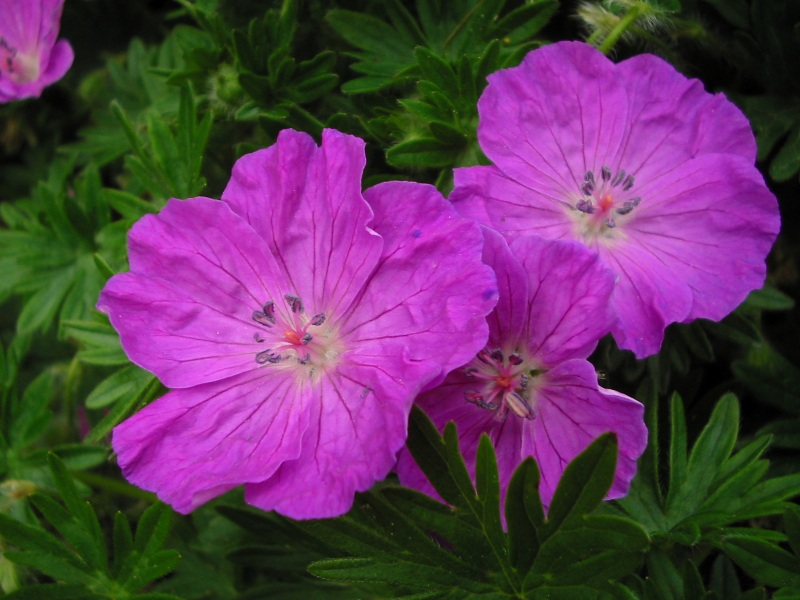
Blutroter Storchschnabel (Geranium sanguineum)
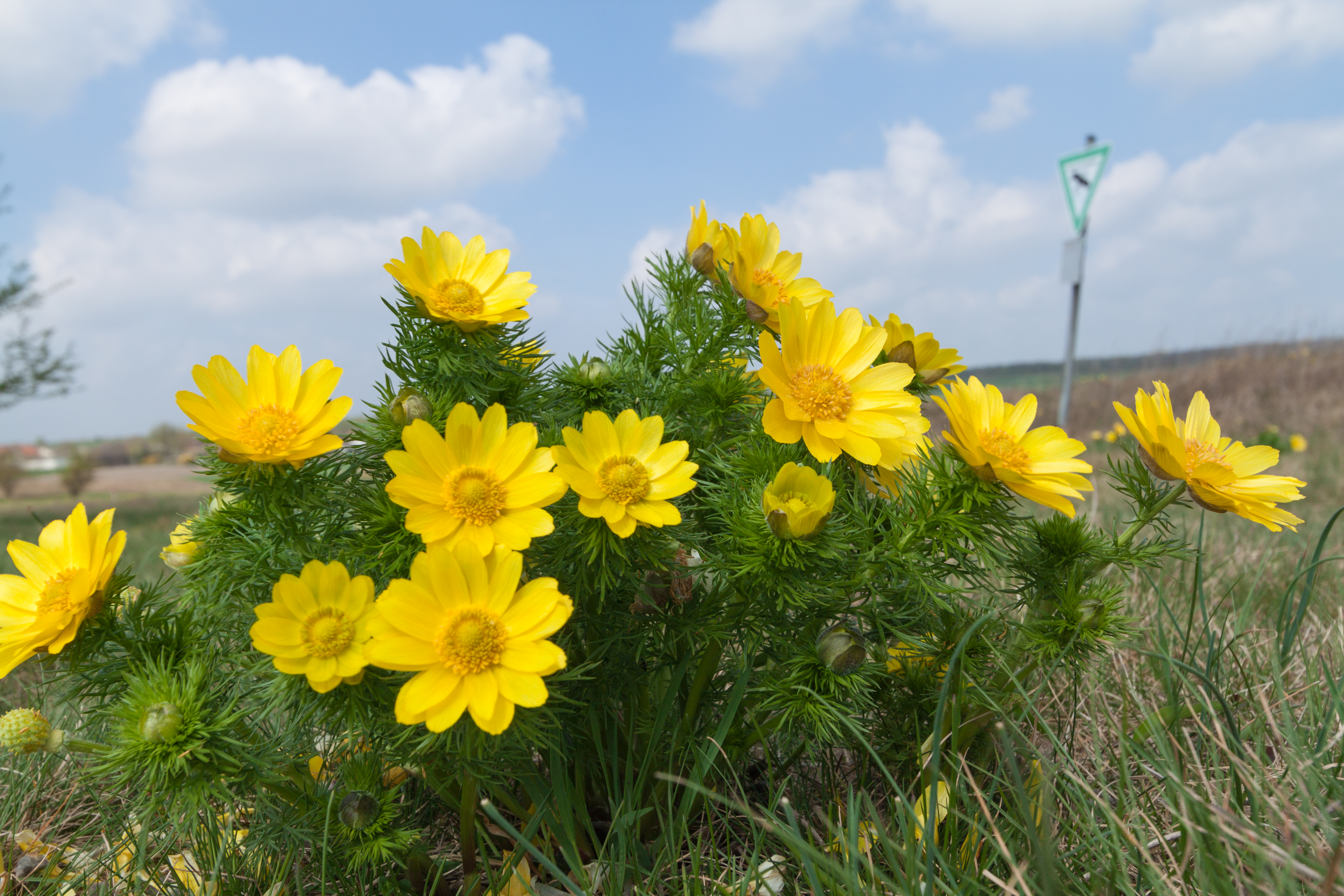
Frühlings-Adonisröschen (Adonis vernalis)

Auch die Fauna ist durch angepasste Spezialisten und seltene Arten wie die Östliche Smaragdeidechse (Lacerta viridis viridis), die Rote Röhrenspinne (Eresus kollari syn. Eresus cinnaberinus), die Berghexe (Chazara briseis), den Schwarzen Apollo (Parnassius mnemosyne), den Felsenflechtenbär (Setina roscida), den Östlichen Schmetterlingshaft (Libelloides macaronius), die Große Sägeschrecke (Saga pedo), die Mohn-Mauerbiene (Hoplitis papaveris syn. Osmia papaveris), die Steinbiene (Lithurgus chrysurus), den Punktschild-Prachtkäfer (Ptosima flavoguttata syn. Ptosima undecimmaculata undecimamculata) oder den Europäischen Ziesel (Spermophilus citellus) bestimmt.

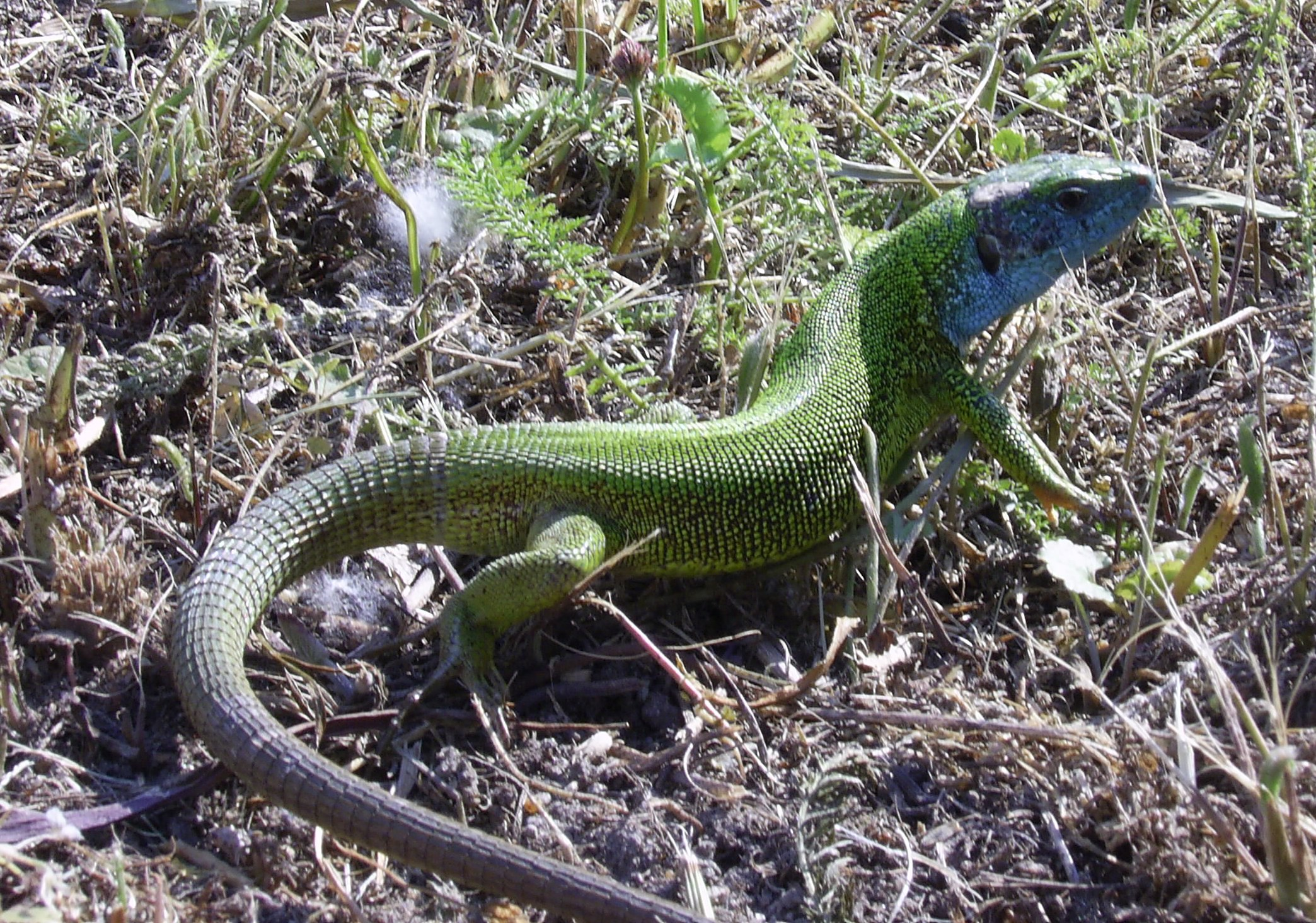
Östliche Smaragdeidechse (Lacerta viridis viridis)
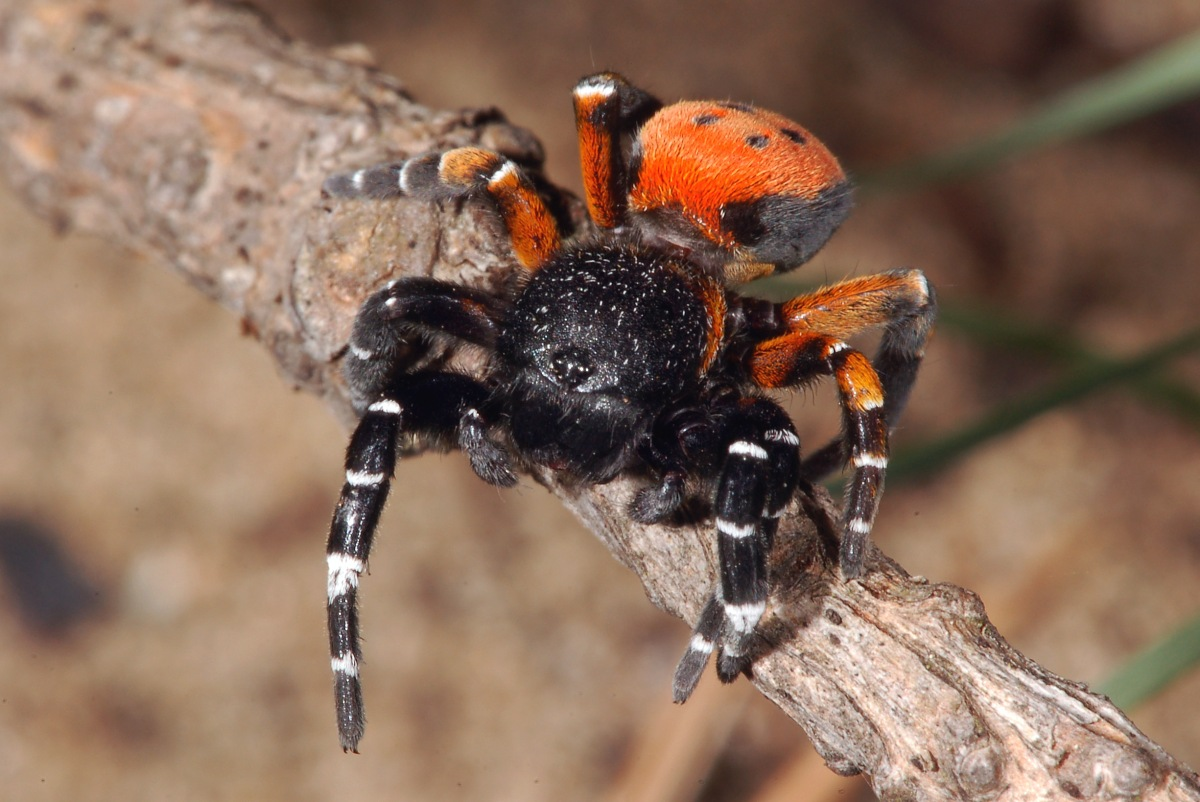
Rote Röhrenspinne (Eresus kollari)
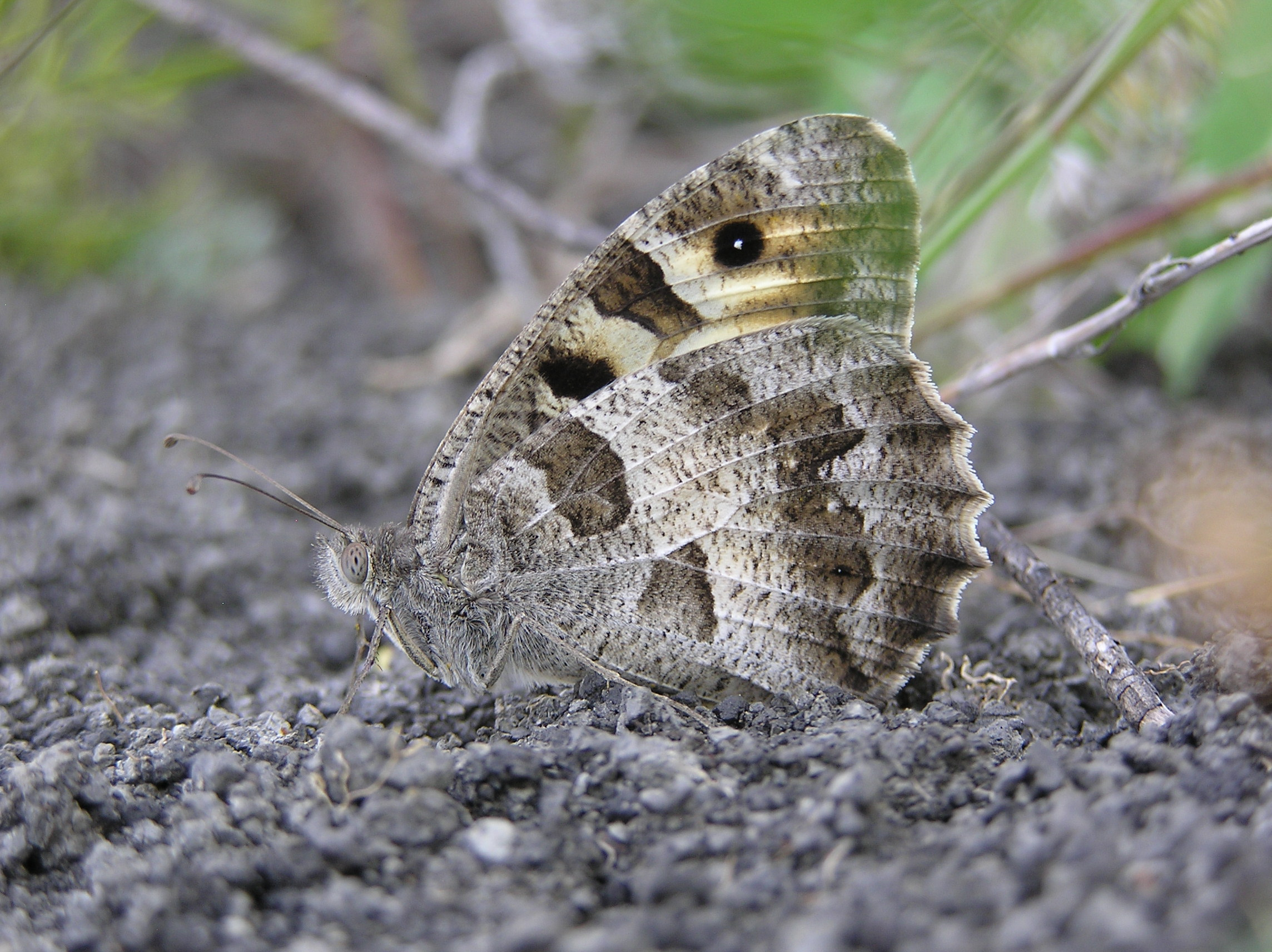
Berghexe (Chazara briseis)
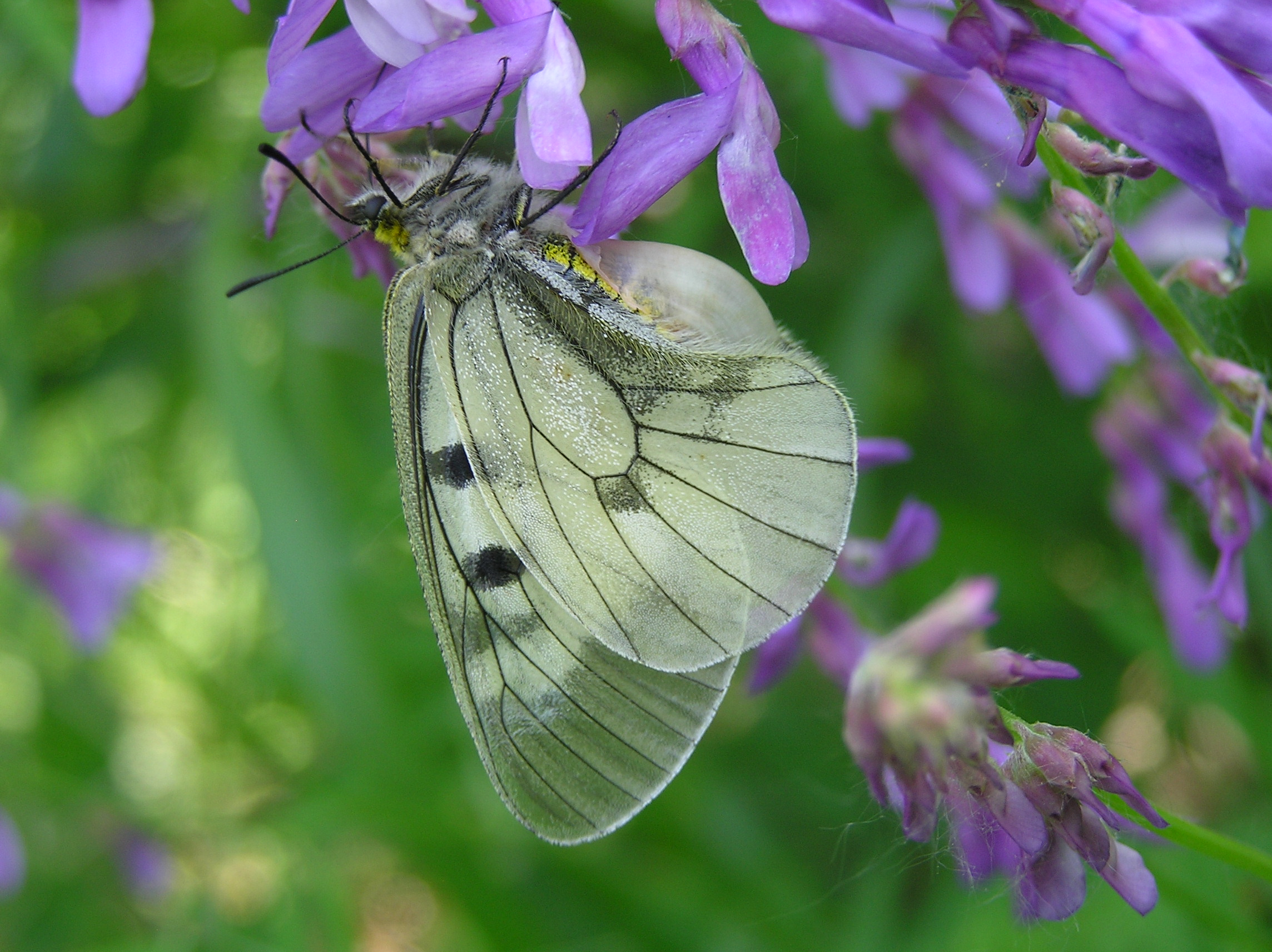
Schwarzer Apollo (Parnassius mnemosyne)
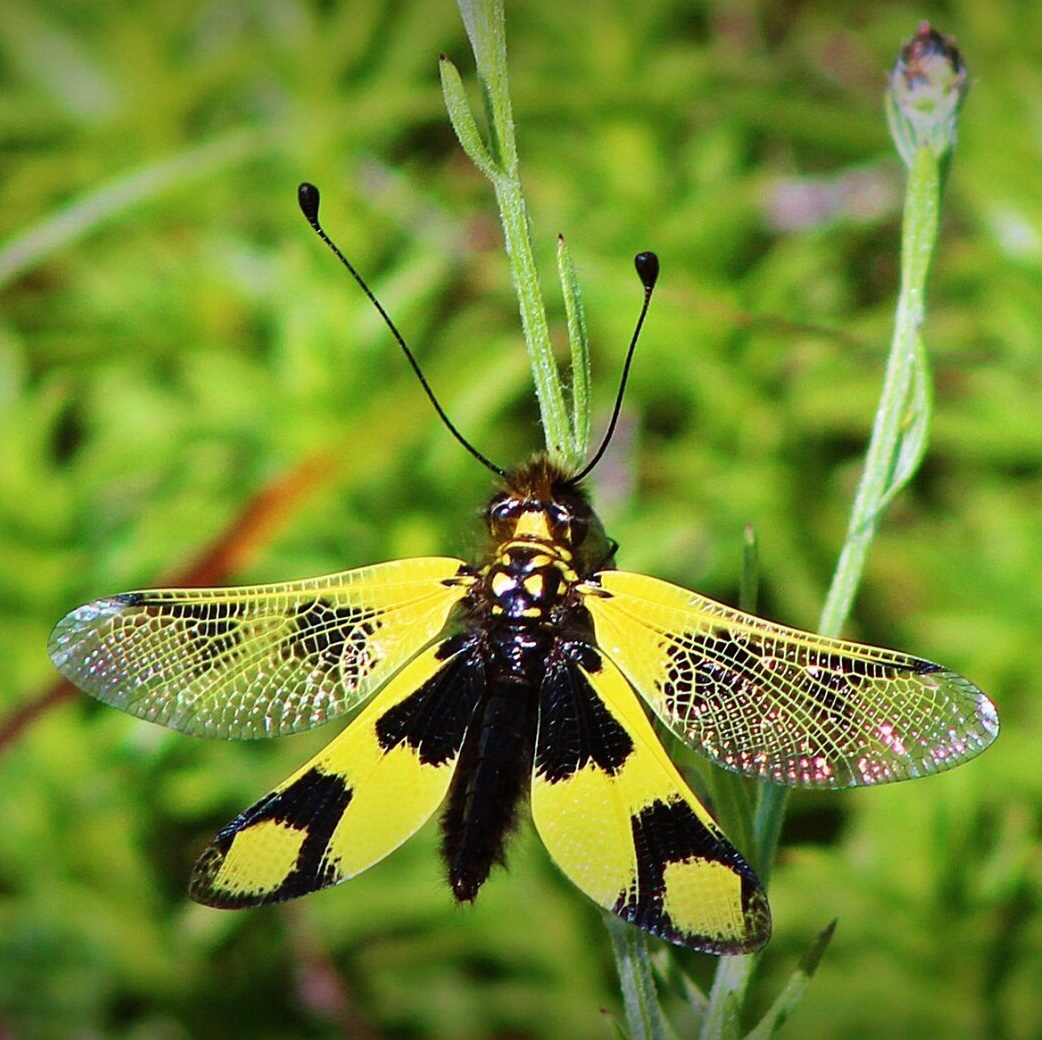
Schmetterlingshaft (Libelloides macaronius)
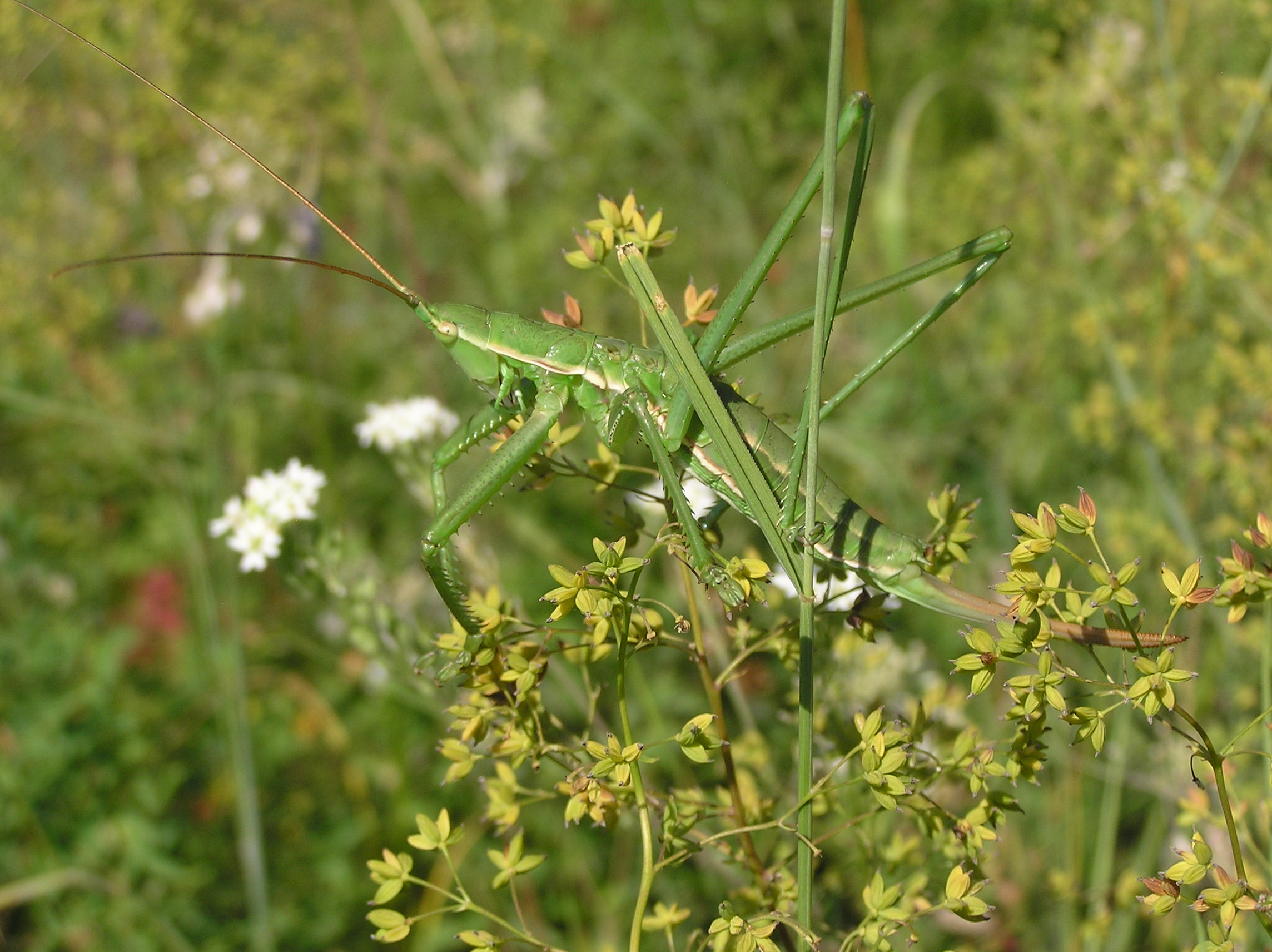
Große Sägeschrecke (Saga pedo)
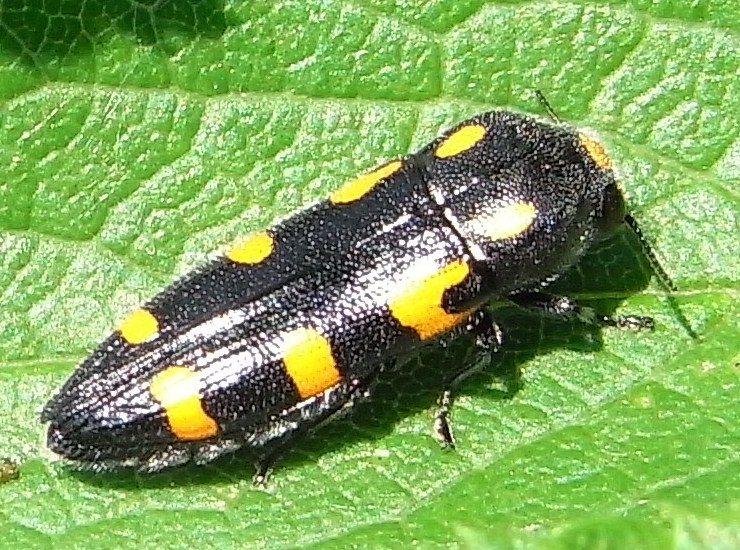
Punktschild-Prachtkäfer (Ptosima flavoguttata)
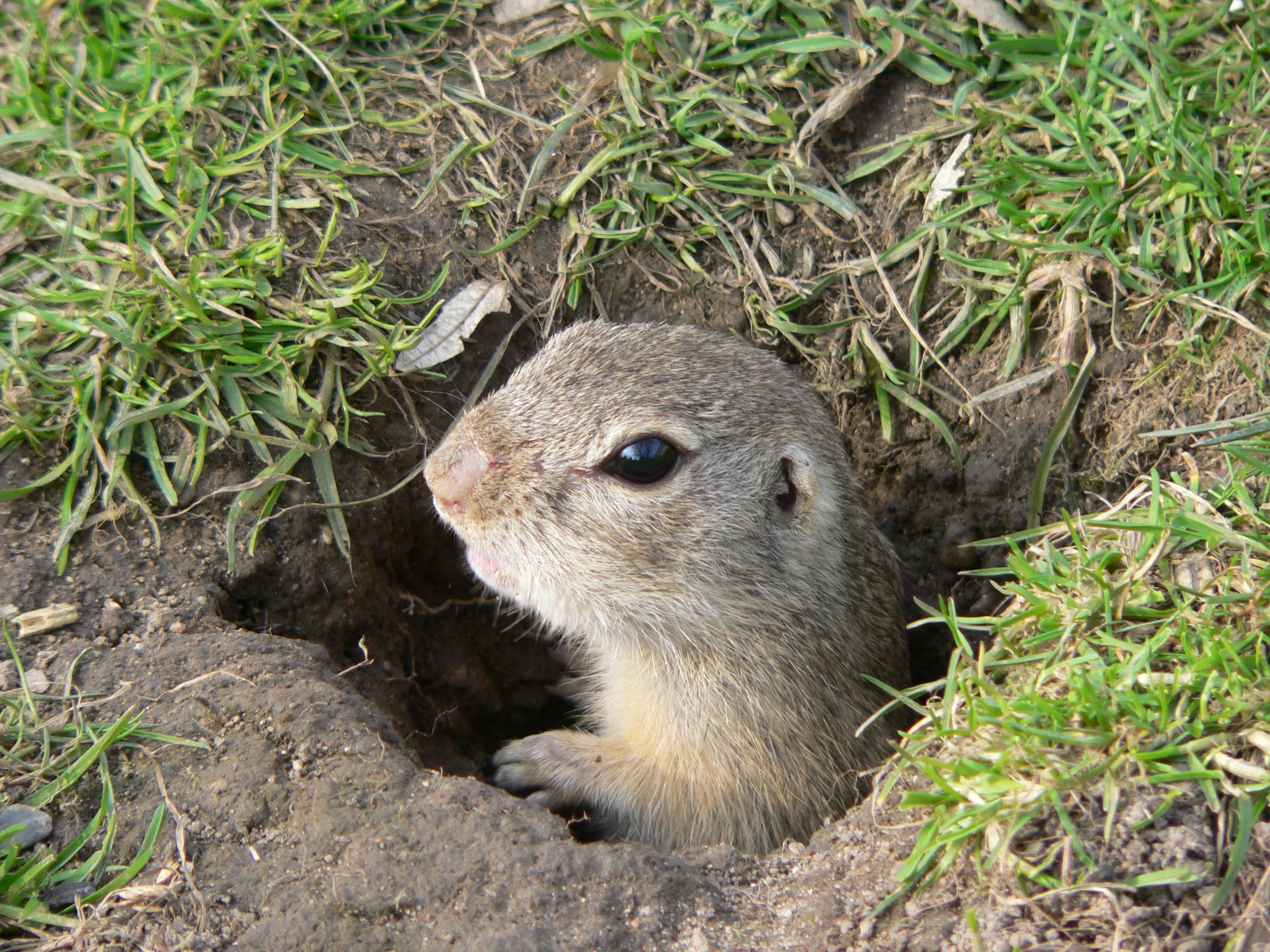
Europäischer Ziesel (Spermophilus citellus)

## Schutzgebiete
1981 wurden Teile des Spitzerbergs zum Naturschutzgebiet erklärt. Mit Stand 2014 bilden die Grundstücke Nr. 525/1, 525/2, 526/1, 526/4, 526/5, 526/6, 526/7, 526/8 und 696 in der Katastralgemeinde Prellenkirchen und die Grundstücke Nr. 613, 614, 615, 2784, 2785 und 2803 in der Katastralgemeinde Hundsheim das Naturschutzgebiet „Spitzerberg“. Es umfasst eine Fläche von 227,40 ha.
1989 wurde das Naturschutzgebiet vom Europarat zu einem Biogenetischen Reservat erklärt.
Der Spitzerberg ist Teil des Natura-2000-Gebietes „Hundsheimer Berge“ (AT1214000). Die Natura-2000-Gebietsfläche reicht im Westen und in Teilbereichen im Süden etwas über die Naturschutzgebietsfläche hinaus. Auch Teile des Flugplatzes und des Motocrossgeländes liegen im Natura-2000-Schutzgebiet.

## Eingriffe und Gefährdung

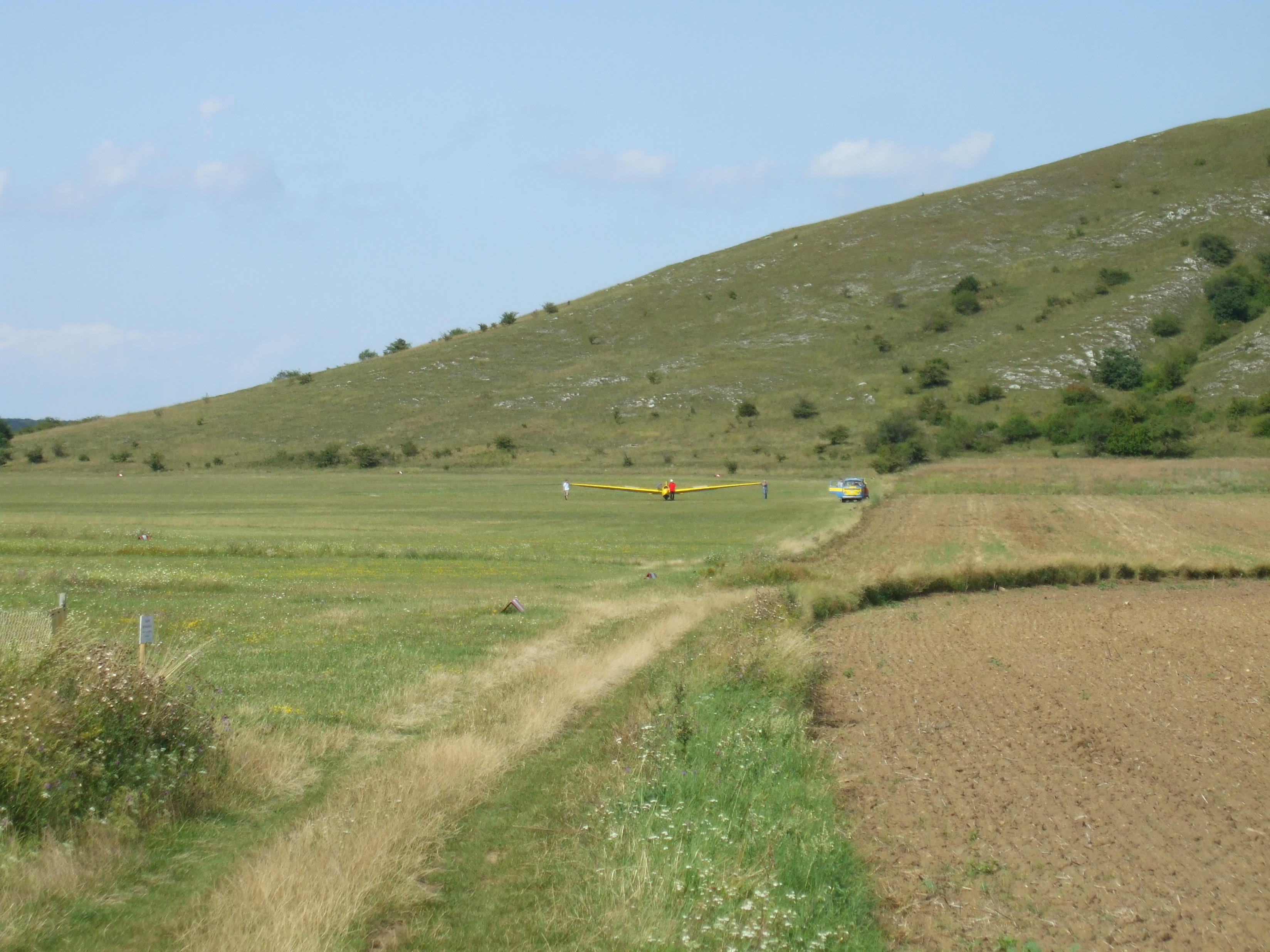
Flugplatz Spitzerberg

Die „Hundsheimer Berge“, zu denen der Spitzerberg gehört, zählen zu den wenigen noch erhaltenen Restgebieten, in denen die pannonische Fauna und Flora in Österreich zu finden ist. Der anthropogene Einfluss durch Besucher, Landwirtschaft und Jagd ist sehr groß und beeinträchtigt die naturschutzfachliche Entwicklung.
Der Flugplatz am Fuße des Spitzerbergs wird seit Jahrzehnten auf einer Graspiste betrieben. Die Grasflächen sind zugleich der Lebensraum eines Großvorkommens des streng zu schützenden Europäischen Ziesels (Spermophilus citellus). Zum Erhalt seines Lebensraums wurde die Fläche als Natura-2000-Gebiet ausgewiesen.
2010 wurde bekannt, dass der Flugplatzbetreiber beabsichtigt, anstatt der bestehenden Graspiste eine asphaltierte 730 Meter lange und 18 Meter breite Start- und Landebahn zu bauen. Mit Bescheid vom 5. Januar 2011 stellte die Behörde fest, dass für das Vorhaben keine Verpflichtung zur Durchführung einer Umweltverträglichkeitsprüfung erforderlich sei.
Da das Projektgebiet im Natura-2000-Schutzgebiet gelegen ist, ist jedoch eine Naturverträglichkeitsprüfung gemäß Artikel 6 der Fauna-Flora-Habitat-Richtlinie (kurz „FFH-Richtlinie“) durchzuführen. Das Amt der Niederösterreichischen Landesregierung schreibt zu dem betroffenen Gebiet: „Hervorzuheben ist auch das Vorkommen des Ziesels (Spermophilus citellus) am Fuße des Spitzerberges, das zu den größten des Landes zählt“.
Somit wäre die Herstellung einer asphaltierten Start- und Landebahn als erhebliche Beeinträchtigung des Lebensraums der Art von gemeinschaftlicher Bedeutung zu werten und die Projektausführung zu versagen (Artikel 6 FFH-Richtlinie). Darüber hinaus ist der Ziesel in Anhang IV der FFH-Richtlinie gelistet, weshalb unter anderem jede Beschädigung oder Vernichtung der Fortpflanzungs- oder Ruhestätten der Art verboten ist (Artikel 12 FFH-Richtlinie). Bislang (Stand: Juni 2013) wurde die asphaltierte Start- und Landebahn noch nicht errichtet.
Das Monitoring zum Ziesel in Niederösterreich aus dem Jahr 2012 ergab zum Vorkommen am Spitzerberg, dass der dortige Zieselbestand, der noch als einer von wenigen im Vorjahr eine positive Entwicklung nahm, im Verlauf des Jahres 2010 um 94 Prozent geschrumpft ist.